# Cisterna di Latina
Cisterna di Latina là một đô thị và cộng đồng (comune) ở tỉnh Latina trong vùng Lazio nước Ý.
Đô thị Cisterna di Latina có diện tích 144,16 kilômét vuông, dân số thời điểm năm 31 tháng 5 năm 2005 là 33.108 người.